# Pavle Đurišić
Pavle Đurišić (v srbské cyrilici Павле Ђуришић; 9. července 1909, Podgorica, Černá Hora – 21. dubna 1945, Koncentrační tábor Jasenovac) byl srbsko-černohorský důstojník Jugoslávské armády a bojovník četnické armády.
Đurišić vyrůstal v Černé Hoře. Po smrti svého otce žil v Beranu spolu se svým strýcem, který byl povoláním soudce. Na konci 20. let odešel Đurišić studovat vojenskou akademii do Bělehradu. Poté působil v armádě; nejprve byl umístěn v Sarajevu, a později v Černé Hoře, v Berane a Plavu.
Účastnil se povstání proti italské okupaci dne 13. července 1941; poté spolupracoval s italskou armádou v boji proti partyzánům. Již v lednu 1941 zformoval četnické oddíly, které mohly úspěšně čelit partyzánskému vojsku.Organizoval různé bojové akce v Bosně a Hercegovině a Černé Hoře (Sandžaku) (Foča, Čajniče, Sarajevo, Pljevlja), včetně útoků na Bosňácké obyvatelstvo. V roce 1943 byl internován Němci v zajateckém táboře na Ukrajině, odkud utekl. Později byl zajat ustašovci, kteří jej popravili v koncentračním táboře Stara Gradiška.
Ceněn je mezi četnickými kruhy v Srbsku. Složena o něm byla oslavná píseň Đurišiću, mlad majore.